# Kazimierz Bartoszewicz

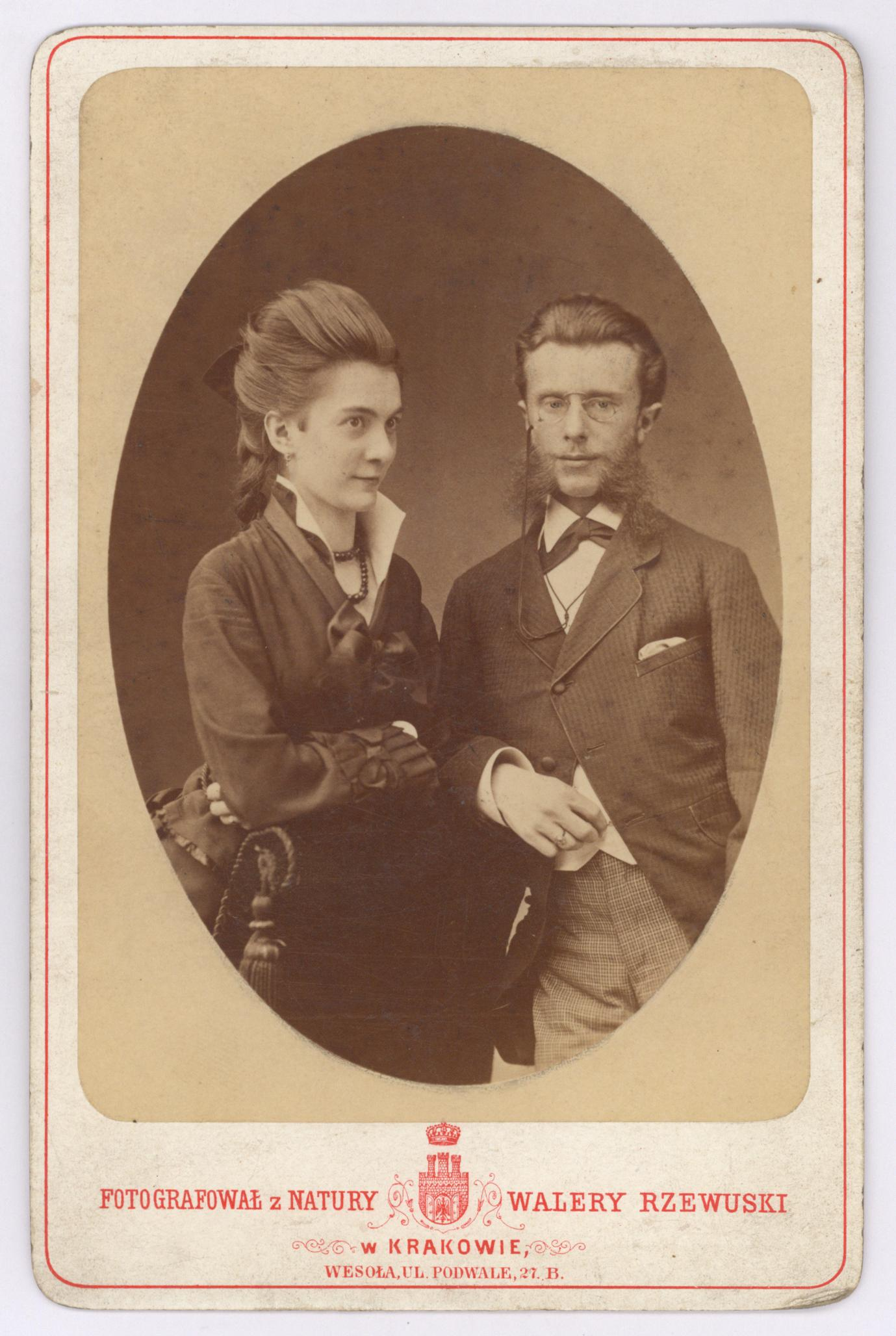
Kazimierz i Amelia Bartoszewiczowie

Kazimierz Bartoszewicz herbu Jastrzębiec (ur. 19 listopada 1852 w Warszawie, zm. 20 stycznia 1930 w Krakowie) – polski historyk literatury i kultury, publicysta, felietonista, satyryk, redaktor i wydawca,  kolekcjoner sztuki, organizator życia literackiego w Krakowie.

## Życie i twórczość
Syn Juliana Bartoszewicza. Debiutował jako gimnazjalista w 1867 w pismach „Zorza” i „Kurier Świąteczny”. Odbył studia prawnicze i filozoficzne na Uniwersytecie Krakowskim. W latach 1879–1893 prowadził w Krakowie księgarnię nakładową, wydając zbiory najwybitniejszych polskich poetów. Zasłużył się jako organizator życia literackiego i wydawca dzieł klasyków literatury polskiej. Ogłosił szereg prac naukowych i popularyzatorskich. Oprócz artykułów w pismach z dziedziny historii i literatury wydał szereg prac z edycji książkowej. Po 1887 roku opracował i opublikował dzieła takich autorów jak Jan Kochanowski, Krzysztof Opaliński, Ignacy Krasicki, Julian Ursyn Niemcewicz, Juliusz Słowacki, a także liczne antologie.
W swojej twórczości satyrycznej z upodobaniem atakował przedstawicieli politycznego obozu Stańczyków. W Słowniku prawdy i zdrowego rozsądku zamieścił tekst treści następującej: Stańczyk – roślina galicyjska, pnąca się do góry, rośnie u podnóży tronu, w ogrodach rządowych, w parkach pałacowych i po dworach zachodniej Galicji. (...) Wydaje silny zapach usypiający; wdychanie go sprowadza chroniczne zatrucie, objawiające się brakiem woli, sennością i nadmiarem apetytu.
W ciągu sześćdziesięcioletniej działalności literackiej zasilał długi szereg pism i współpracował prawie wszystkimi czasopismami Galicji i Królestwa Polskiego jak:
- „Szkice Społeczne i Literackie” (1875-1876)
- „Diabeł” (1875-1879)
- „Przegląd Literacki i Artystyczny” (1882-1886)
- „Ananas” (1885-1897)
- „Kurier Krakowski” (1888-1889)
- „Przegląd literacki” (1896-1899).

Bibliotekę swoją i po ojcu Julianie, historyku, ofiarował Miejskiej Bibliotece Publicznej Łodzi. W latach 1928–1930 przekazał Łodzi swą kolekcję sztuki, w tym obrazy Jana Piotra Norblina, Artura Grottgera, Aleksandra Kotsisa, Witolda Pruszkowskiego, Józefa Chełmońskiego, Jacka Malczewskiego i Wlastimila Hofmana. Dar stał się zaczątkiem Muzeum Sztuki w Łodzi, które pierwotnie nosiło nazwę Muzeum Historii i Sztuki im. Juliana i Kazimierza Bartoszewiczów. W Archiwum Państwowym w Łodzi przechowywane jest Archiwum rodziny Bartoszewiczów liczące 3868 j.a.
Był żonaty z Amelią Gebhardt, z którą miał córkę Marię Aldonę (zm. 1907). Został pochowany na cmentarzu Powązkowskim w Warszawie (kwatera 181-4-10/11).

## Wybór prac
- Z wesołych chwil (1876)[2]
- Życie Jana Kochanowskiego, 1883
- Pieśni polskie (1883)[2]
- 40 kronik, (1884)[2]
- Perły humoru polskiego (1884-85; 1892)
- Polityka galicyjska, polemika z „Próbami rozstroju” Stanisława Tarnowskiego (1888)
- Trzy dni w Zakopanem. Z notat emeryta, 1890
- Księga pamiątkowa setnej rocznicy ustanowienia Konstytucji 3 maja (1891, 2 tomy: tom 1, tom 2), wybór i redakcja Bartoszewicza, 1891
- Ks. Paweł Rzewuski, sufragan warszawski, Wspomnienie pośmiertne o ks. Pawle Rzewuskim, 1893
- Rok 1863, t. 1 i Rok 1863, t. 2 historya na usługach ludzi i stronnictw (o książce i z powodu książki p. Koźmiana o r. 1863), polemika z dziełem autora związanego ze Stańczykami Stanisława Koźmiana „Rzecz o 1863 roku”), 1895-1896
- Księgi humoru polskiego, 1897, 4 tomy, wybór i redakcja Bartoszewicza[2]

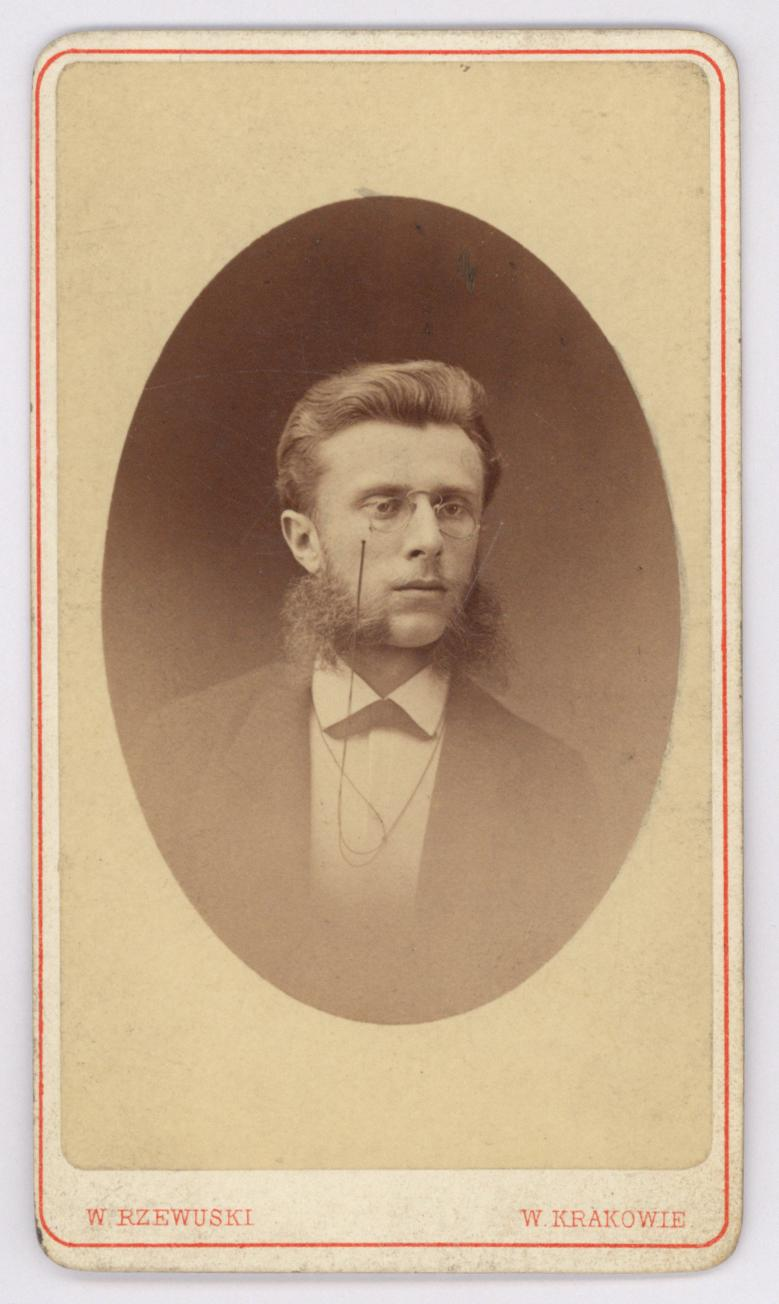
Kazimierz Bartoszewicz

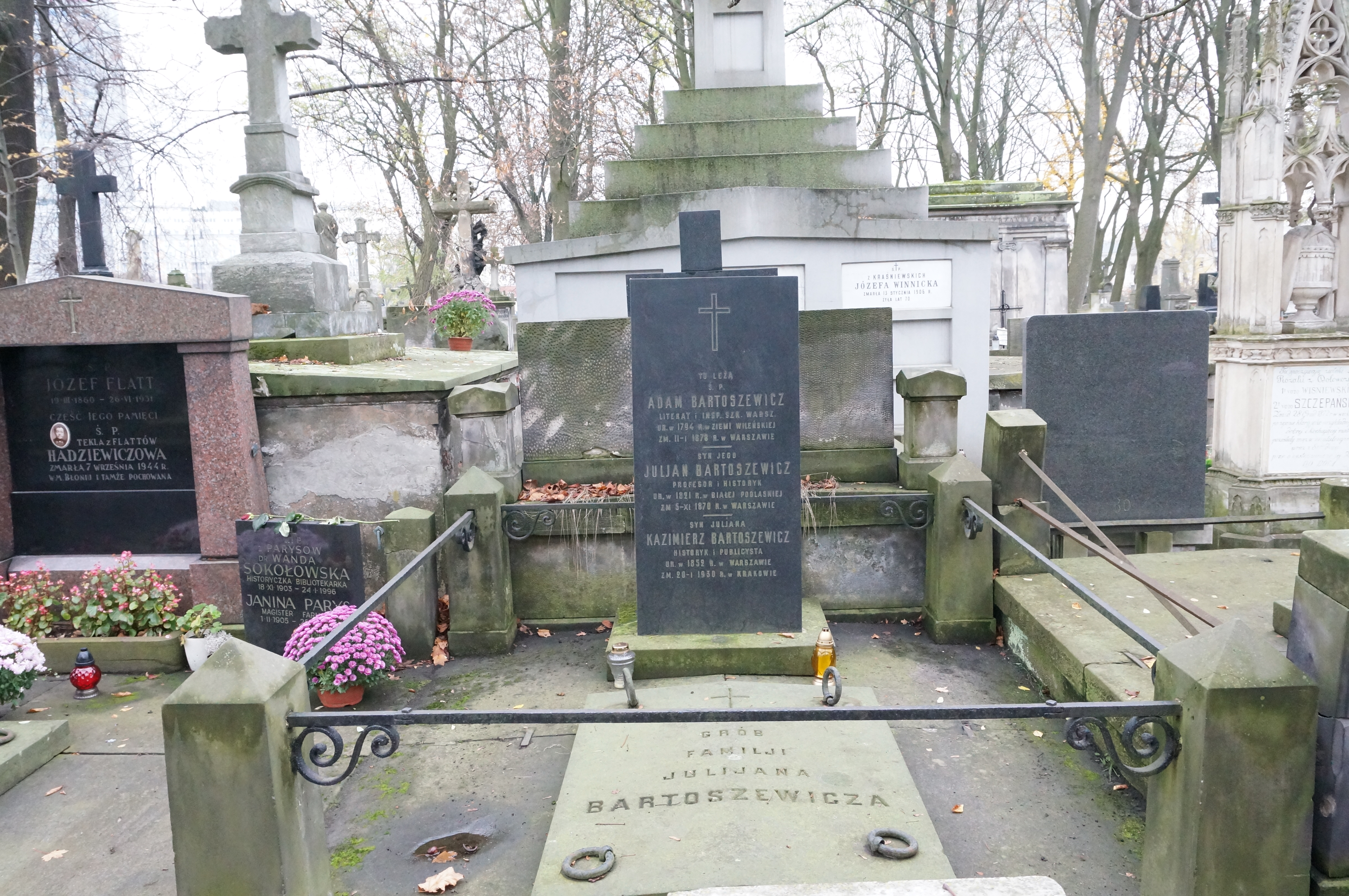
Grób Kazimierza Bartoszewicza na cmentarzu Powązkowskim

- Zapiski z lat 1825-1831 Tymoteusza Lipińskiego (redakcja i przypisy Bartoszewicza)
- Michał Bałucki, książka w formacie jpg, w formacie djvu, (1902)[2]
- Rzeczpospolita babińska, Lwów, 1902
- Listy rosyjskie (1903)
- Słownik prawdy i zdrowego rozsądku, 1905
- Dzieje insurekcji kościuszkowskiej 1794 (wyd. 1 z 1909 r., wersja elektroniczna wydania z 1913 r.)
- Wojna żydowska w roku 1859 (początki asymilacyi i antisemityzmu), (1913)
- Tadeusz Ogiński, wojewoda trocki i jego pamiętnik, książka w formacie jpg, w formacie djvu, (1913)
- Antysemityzm w literaturze polskiej XV-XVII w., (1914)[2]
- Odrodzenie Polski za Stanisława Augusta, tom 1, tom 2, 1914
- Muza Margrabiego, notatki o Marii Kellerowej, 1914
- Przyjaciel ks. Józefa Poniatowskiego, Warszawa, 1914
- Utworzenie Królestwa Kongresowego, książka w formacie jpg, w formacie djvu, 1916
- Dzieje Galicyi: jej stan przed wojną i „wyodrębnienie”, książka w formacie jpg, w formacie djvu, 1917
- Łyki i kołtuny, pamiętnik mieszczanina podlaskiego (1790-1816), (pseud. autora Roch Sikorski, wg badań ks. dra Eugeniusza Beszta-Borowskiego autorem był Roch Jacek Kaczanowski (Ks. E. Borowski, Autor pamiętnika mieszczanina bielskiego, „Łyki" i „kołtuny", „Studia Teologiczne. Białystok. Drohiczyn. Łomża" t. 9, 1991, s. 276 nn.), wg Janusza Tazbira dzieło pozostaje anonimowym apokryfem Kto był autorem „Łyków” i „kołtunów”), plik w formacie djvu (wybór, redakcja i przypisy Bartoszewicza), 1918
- Caryca Praskowja, wyd. Rój, 1926
- Radziwiłłowie, początek i dzieje rodu, typy i charaktery, rycerze, zdrajcy, pobożni, filantropi, dziwacy, obrazy z życia domowego, kobiety Radziwiłłowskie, upadek Nieświeża i jego odrodzenie. Książka w pliku pdf, pliku djvu, w formacie jpg, 1928
- Szkice i portrety literackie, t. 1, książka w formacie jpg, w formacie djvu, 1930